# Battle Arena Toshinden
Battle Arena Toshinden (闘神伝?, Tōshinden, lett. "Spirito combattivo") è un videogioco sviluppato da Tamsoft e pubblicato nel 1995 da Takara per PlayStation. Primo videogioco della serie omonima, è considerato uno dei primi picchiaduro a incontri tridimensionali.
Il gioco ha ricevuto una conversione arricchita da una storia e nuovi personaggi per Sega Saturn dal titolo Battle Arena Toshinden Remix (闘神伝Ｓ?, Toshinden S) e una versione per MS-DOS che si distingue per la presenza di Earthworm Jim come personaggio giocante. Il videogioco è incluso in tutte le versioni di PlayStation Classic.

## Trama
Otto combattenti erranti, accomunati da un unico destino, si incontrano al Battle Arena Toshinden, un torneo di lotta organizzato da una misteriosa organizzazione chiamata "La Società Segreta". Erano passati molti anni dall'ultima edizione di questo torneo, che era noto soltanto agli abitanti del mondo sotterraneo. Alcuni combattenti vi giunsero per gloria personale. Altri per combattere per coloro che amavano, ma ognuno di loro avrebbe fatto del proprio meglio per risultare vittorioso al termine di questo torneo che avrebbe deciso il loro destino.

## Modalità di gioco
Ogni personaggio ha il suo ventaglio esclusivo di mosse base, attacchi speciali e un “desperation attack” che può essere utilizzato solo quando il giocatore ha poca energia (circa il 10% o meno). Il giocatore ha facoltà di muoversi in tre dimensioni, usando i bottoni L/R sul retro del pad, il che gli permette di eseguire taglienti attacchi laterali, o di scappare da una situazione pericolosa. Ad ogni modo, se il personaggio viene mosso troppo in là rispetto all'area di gioco, cadrà giù dall'arena, determinando la vittoria dell'avversario per “fuori dal ring”.
I personaggi si muovono utilizzando il pad direzionale. Tenendo premuto “indietro”, invece, il giocatore può bloccare attacchi di base dell'avversario e ridurre una parte considerevole del danno subendo dalle mosse speciali del nemico. Premendo ripetutamente “avanti” ci si può spostare più velocemente, correndo.

### Personaggi

#### Inizialmente selezionabili
- Eiji Shinjo – Uno spadaccino giapponese, in cerca di Sho, il fratello maggiore disperso da molto tempo.
- Kayin Amoh – Uno spadaccino scozzese legato ad Eiji da un rapporto di rivalità ed amicizia. Cerca di vendicare la morte del padre, ucciso dal campione dell'edizione precedente del torneo.
- Sofia – Una donna bionda di nazionalità russa che lavora come detective privato. Partecipa al torneo per ritrovare la memoria.
- Rungo Iron – Un forzuto minatore dal cuore buono che cerca di salvare la moglie ed il figlio dalla Società Segreta.
- Fo Fai – Un anziano mago cinese che si sdoppia in un assassino dal cuore di ghiaccio.
- Mondo – Un guerriero ninja senza emozioni che si infiltra nel torneo sotto il comando di un gruppo rivale alla Società Segreta.
- Duke B. Rambert – Un valoroso cavaliere francese che vuole vendicarsi contro Eiji per una passata sconfitta.
- Ellis – Un'avvenente ballerina, parte di una viaggiante troupe teatrale che cerca di scoprire se suo padre sia ancora vivo.

#### Sbloccabili
- Gaia – Lo sponsor del torneo, nonché boss finale del gioco. La sua ragione nel tenere il torneo è avvolta nel mistero. Si sa che è il padre di Ellis.
- Sho Shinjo – Il vero e segreto boss finale del gioco. È uno spadaccino senza pietà che non guadagna nulla dai combattimenti cui partecipa. È il fratello maggiore di Eiji.
- Cupido (solo nella versione Sega Saturn) – Una donna misteriosa che parla per criptici enigmi. Il suo passato è avvolto nell'ombra e non si sa granché su di lei.
- Uranus (solo nella versione Game Boy)
- Earthworm Jim (Special guest presente solo nella versione PC)

## Accoglienza
Battle Arena Toshinden venne accreditato come miglior picchiaduro del 1995 dalla rivista Electronic Gaming Monthly. Comunque, nella loro top 200, hanno anche indicato Battle Arena Toshinden come il gioco più sopravvalutato da loro ed alla domanda se fosse ancora un buon gioco o meno, la risposta fu “Oh... certo che no.”
Toshinden venne recensito nel 1995 dalla rivista Dragon numero 221 da Jay & Dee nella colonna "Eye of the Monitor". Jay votò il gioco, ma Dee gli conferì tre stelle su cinque.
Il gioco fu entusiasticamente valutato anche dalla stampa italiana, tanto che la rivista specializzata Game Power lo premiò attribuendogli un punteggio di 105/100 (unico gioco nella storia della rivista ad aver ricevuto una valutazione così alta).

## Altre versioni
Battle Arena Toshinden venne convertito anche su altri sistemi:

### Toshinden Remix(Sega Saturn)
L'originale per PSX venne convertito da Nextech/Sega sul Sega Saturn con il nome di Toshinden S (闘神伝S?) in Giappone e Battle Arena Toshinden Remix negli Stati Uniti ed in Europa. Vennero aggiunte alcune nuove caratteristiche, oltre ad un personaggio esclusivo: Cupido.

### Toshinden PC(PC)
Sviluppato da Digital Dialect, è una conversione su DOS dell'originale per PSX che aggiunge un nuovo, esclusivo personaggio. Si tratta di Earthworm Jim, completo di una sua arena, ma che utilizza unicamente le mosse di Rungo Iron. Questa versione supporta anche una risoluzione di 640x480.
Interessante come la versione PC utilizzi le musiche ed il doppiaggio della versione giapponese PSX, a differenza di quella europea. Esiste anche una specifica versione tedesca del gioco, ma le sue differenze rispetto alle altre sono sconosciute.

### Toshinden Game Boy(Game Boy)
Il primo episodio venne convertito anche su Game Boy e fu prodotto dalla Takara, col nome di Nettou Toshinden (熱闘闘神伝?) in Giappone. Il gioco è basato in gran parte sulla versione PSX originale, ma include uno story mode lievemente differente, oltre alla presenza del personaggio Uranus ed alle due versioni di Gaia (con e senza armatura).

## Seguiti
Verso la fine degli anni 1990 vennero pubblicati tre seguiti del gioco: Battle Arena Toshinden 2, Battle Arena Toshinden 3 e Toshinden 4, oltre allo spin-off Battle Arena Nitoshinden. Inoltre il protagonista, Eiji, apparve come personaggio extra nel gioco per Sega Saturn D-Xhird, sviluppato dalla Takara e pubblicato nel 1997. 
Nel 2008 venne presentato su Weekly Famitsu un ulteriore seguito sviluppato da DreamFactory per Nintendo Wii, intitolato Tōshinden e conosciuto anche come War Budokai. Non ha molto a che fare con i precedenti episodi: infatti si basa principalmente su combattimenti a mani nude, oltre alla presenza di armi, che però coprono un ruolo marginale. Nelle illustrazioni ufficiali vennero svelati in tutto 8 personaggi. Il gioco uscì solo per il mercato giapponese il 10 dicembre 2009, venendo accolto tiepidamente dalla stampa specializzata (Famitsū gli attribuì una valutazione 6/6/5/6, pari ad un punteggio complessivo di 23/40); a causa delle scarse vendite (solo 1.100 copie vendute nella prima settimana di uscita) non venne quindi pubblicato per il mercato occidentale.

## Anime
Battle Arena Toshinden ebbe un adattamento OAV, intitolato Tōshinden ed uscito nel 1996.